# فرخنده سرفیروزه‌ای
فرخنده سرفیروزه‌ای (نام علمی: Tangara seledon) نام یک گونه از تیره تناجر است.